# Asteroide Atira
Un asteroide Atira o IEO (sigles de Inner-Earth Object, Objecte interior a la Terra) és un cos menor, l'òrbita del qual està totalment continguda en l'òrbita terrestre. El nom deriva de l'asteroide Atira, el primer de la seva classe a ser confirmat com a tal. També són coneguts com a asteroides apohele, d'una paraula hawaiana que significa «òrbita» i es pot construir com una combinació de «apoapsis» i «helis». A l'inici de 2024 se'n coneixien més d'una trentena.

## Característiques
Els asteroides Atira són un tipus d'asteroides habitualment considerats com una subclasse dels asteroides Aton —i per tant classificats entre els Objectes propers a la Terra (NEO, Near-Earth Objects) i entre els asteroides propers a la Terra (NEA, Near-Earth Asteroids). El nom procedeix de l'asteroide Atira, ja que és freqüent donar a una classe d'objectes el nom del primer objecte descobert d'aquesta classe. La seva particularitat és que tant el periheli com l'afeli són menors al periheli de la Terra; és a dir, tota l'òrbita de l'asteroide està dins de la terrestre i mai arriba a tallar-la. D'aquí la denominació d'objectes interiors a la Terra.
El nom alternatiu d'aquesta classe d'asteroides, «apohele», és una paraula hawaiana que significa òrbita. Va ser proposat pels astrònoms David J. Tholen i R. J. Whiteley, descobridors de l'asteroide (1998) DK36, primer asteroide candidat a pertànyer a aquesta classe —encara que el primer confirmat va ser Atira el 2003.
Des de la primera identificació d'un objecte d'aquest grup i fins a 2010, s'han descobert altres deu asteroides que poden pertànyer a aquesta classe, dos dels quals han estat observats prou per a tenir assignat un nombre permanent. Altres 28 objectes tenen afelis menors que el de la Terra (1,017 ua).
Els asteroides Vatira són una subclasse dels asteroides Atira que tenen una òrbita continguda totalment dins de la de Venus. S'havia postulat teòricament la seva existència des del 2012,
L'existència d'asteroides dins de l'òrbita Mercuri, coneguts com a vulcanoides, s'ha debatut des del segle xix però fins ara no se n'ha descobert cap.

## Alguns asteroides Atira
La llista dels asteroides Atira coneguts en 2010 era la següent:
| Nom                 | Periheli (ua) | Afeli (ua) | Data de descobriment   | Descobridor         |
| ------------------- | ------------- | ---------- | ---------------------- | ------------------- |
| (1998) DK36         | 0,405         | 0,980      | 23 de febrer de 1998   | David J. Tholen     |
| (163693) Atira      | 0,502         | 0,980      | 11 de febrer de 2003   | LINEAR              |
| (434326) 2004 JG6   | 0,298         | 0,973      | 11 de maig de 2004     | LONEOS              |
| (164294) 2004 XZ130 | 0,337         | 0,898      | 13 de desembre de 2004 | David J. Tholen     |
| (413563) 2005 TG45  | 0,428         | 0,935      | 5 d'octubre de 2005    | Catalina Sky Survey |
| 2006 KZ39           | 0,292         | 0,939      | 25 de maig de 2006     | Mount Lemmon Survey |
| 2006 WE4            | 0,641         | 0,928      | 21 de novembre de 2006 | Mount Lemmon Survey |
| 2007 EB26           | 0,119         | 0,980      | 10 de març de 2007     | Mount Lemmon Survey |
| (418265) 2008 EA32  | 0,428         | 0,804      | 10 de març de 2008     | Catalina Sky Survey |
| 2008 UL90           | 0,431         | 0,959      | 26 d'octubre de 2008   | Mount Lemmon Survey |

### Candidats a asteroides Atira
Altres objectes amb afeli menor d'1ua i possibles candidats a aquesta classe:
| Nom                 | Periheli (ua) | Afeli (ua) | Data de descobriment   | Descobridor         |
| ------------------- | ------------- | ---------- | ---------------------- | ------------------- |
| 2005 YQ96           | 0,496         | 0,992      | 30 de desembre de 2005 | Catalina Sky Survey |
| (202683) 2006 US216 | 0,278         | 0,995      | 30 d'octubre de 2006   | Mount Lemmon Survey |
| 2007 Ag             | 0,451         | 0,990      | 8 de gener de 2007     | Mount Lemmon Survey |
| 2007 BD             | 0,481         | 0,986      | 16 de gener de 2007    | Catalina Sky Survey |
| 2009 SZ99           | 0,640         | 0,990      | 22 de setembre de 2009 | Mount Lemmon Survey |